# И вспыхнет пламя
«И вспыхнет пламя» (англ. Catching Fire) — второй роман трилогии «Голодные игры» американской писательницы Сьюзен Коллинз, продолжение истории Китнисс Эвердин и вымышленном постапокалиптическом мире. В США роман вышел в 2009 году и за короткое время стал бестселлером.

## История создания
В США роман должен был поступить в продажу 8 сентября 2009 года, однако по многочисленным просьбам дата выхода была изменена (основными требованиями были то, что дата выхода должна быть раньше начала учебного года в школах и до празднования Дня Труда, который в 2009 году праздновался 7 сентября), и «И вспыхнет пламя» поступил в продажу 1 сентября тиражом в 350 000 экземпляров. При этом задолго до этого от BookExpo America была доступна электронная версия для предварительного чтения, а издательство использовало книгу в качестве призов на творческом конкурсе по «Голодным играм» в мае 2009 года. Практически в то же время вышла аудиокнига, а к 3 июля 2010 года «И вспыхнет пламя» был доступен для Amazon Kindle. За полгода (по состоянию на 11 февраля 2010 года) было продано более 750 000 копий. Роман был включён в список бестселлеров по версии Publishers Weekly за 2012 год.

## Сюжет
Действие романа насыщено закулисными интригами. Во-первых, Китнисс Эвердин не может разобраться в своих чувствах к Питу и Гейлу. А во-вторых, президент Сноу крайне обеспокоен положением в стране. Он угрожает Китнисс расправой над близкими, если та не сумеет убедить жителей, что её выходка с попыткой самоубийства не акт открытого неповиновения Капитолию, а лишь необдуманное желание спасти жизнь своему любимому, трибуту Питу. Тур победителей, во время которого кортеж чемпионов должен посетить все дистрикты и Капитолий с триумфальными шествиями, должен снизить волнения в округах. Однако, вопреки желаниям Китнисс, это лишь подливает масла в огонь. Во время тура Пит объявляет о помолвке, их свадьба становится обсуждаемым событием.
Наступает время юбилейных 75-х Голодных игр, а именно Квартальной бойни — проводится каждые двадцать пять лет, дабы освежить память о людях, погибших во время восстания. Все Квартальные игры отличались особыми условиями: в двадцатипятилетнюю годовщину трибутов выбирал не жребий, а сами жители дистрикта (как «напоминание» о том, что мятежники «сами выбрали» путь насилия), а в пятидесятилетний юбилей — число трибутов от каждого дистрикта было увеличено вдвое (напоминание о том, что за каждого убитого капитолийца было убито двое мятежников). На этот раз, чтобы внушить, что даже самые сильные не могут противостоять Капитолию, Жатва проводится между уже существующими чемпионами (всего победителей, по количеству игр и за исключением последней, 75; в живых на тот момент — 59). Таким образом, Китнисс и Пит снова оказываются на арене, где решают для себя проблемы доверия друг к другу и остальным участникам. Собрав вокруг себя команду единомышленников, герои попробуют во второй раз переиграть Капитолий.

## Отзывы и критика
В основном роман получил положительные отзывы. В «Publishers Weekly» отметили, что несмотря на то, что события разворачиваются крайне медленно, это компенсируется стремительной и импульсивной развязкой. «Нью-Йорк таймс» в своём обзоре отметили, что Коллинз удалась редкая вещь: написать продолжение, не уступающее первой части, а дополняющее общую картину в целом. При этом отметили, что поведение главной героини Китнисс Эвердин стало более изощрённым. А в «Cleveland Plain Dealer» признались, что последнее предложение «И вспыхнет пламя» заставляет читателей задыхаться в предвкушении третьей части (игра слов, буквальный перевод названия романа воспламенение: англ. «The very last sentence of Catching Fire will leave readers gasping. Not to mention primed for part three.»).
При этом, в том же обзоре от «Cleveland Plain Dealer», критик раздражён, что после 150 страниц описания смятения чувств главной героини он был вынужден в нетерпении ждать, когда же события будут двигаться дальше. В обзоре от «Entertainment Weekly» роман был назван значительно слабее, чем первая часть. Там же отметили, что несмотря на то, что Китнисс внешне влюблена в приторно сладкого и положительного Пита, хотя ей больше по душе Гейл, не понятны отличия между ними, кроме как в именах. Критик признался, что у Коллинз ему не видится никакого намека на эротическую энергетику, что делает, для примера, те же «Сумерки» Стефани Майер более привлекательными (англ. «Collins conjures none of the erotic energy that makes Twilight, for instance, so creepily alluring.»).

## Номинации и награды
- Роман «И вспыхнет пламя» занял четвёртую позицию в рейтинге журнала «Тайм» среди ТОП-10 лучших фантастических книг 2009 года[14].
- Лучшая книга 2009 года согласно мнению «Publishers Weekly»[15].
- Согласно опросу читателей роман «И вспыхнет пламя» занял восьмую позицию в рейтинге ТОП-10 лучших книг 2009 года[16].

## Издание в России
В России изданием всей трилогии занимается издательство «АСТ», совместно с «Астрель» и Владимирским издательством «ВКТ». Роман издавался дважды с различным оформлением обложки. В 2011 году «И вспыхнет пламя» вышел под одной обложкой с первым романом трилогии.
| Издательство «АСТ», «Астрель», «ВКТ» Книга: «И вспыхнет пламя» Перевод: Моисеенко Ю. Тираж: 15 000 экземпляров (дополнительный: 5 000) Формат: 84x108 1/32 Переплёт: Твёрдый Страниц: 416 ISBN: 978-5-17-067128-1, 978-5-271-29346-7, 978-5-226-02682-9 Дата публикации: 18 сентября 2010 года |
| Издательство «АСТ», «Астрель», «ВКТ» Книга: «И вспыхнет пламя» Перевод: Моисеенко Ю. Тираж: 5 000 экземпляров Формат: 84x108 1/32 Переплёт: Твёрдый Страниц: 416 ISBN: 978-5-17-067135-9, 978-5-271-29347-4, 978-5-226-02683-6 Дата публикации: 2010 год                                       |
| Издательство «АСТ», «Астрель», «Полиграфиздат» Книга: «Голодные игры. И вспыхнет пламя» Перевод: Шипулин А., Моисеенко Ю. Тираж: 4 000 экземпляров Формат: 60x90 1/60 Переплёт: Твёрдый Страниц: 640 ISBN: 978-5-17-070916-8, 978-5-271-35252-2, 978-5-4215-2282-9 Дата публикации: 2011 год   |

## Экранизация
8 августа 2011 года, во время съёмок фильма по первому роману трилогии, компания Lionsgate объявила, что выход второй части запланирован на ноябрь 2013 года. В ноябре 2011 года компания начала переговоры со сценаристом Саймоном Бьюфой («Миллионер из трущоб», «127 часов»), с целью пригласить его для адаптации романа на экраны (так как компанию не устраивают темпы работавших над первой частью Коллинз и Росса). Первоначально планировалось оставить Росса на посту режиссёра, но 10 апреля 2012 года он официально заявил, что не будет работать над сиквелом. В результате Lionsgate в рекордные сроки составили «виш-лист» режиссёров на его место, и уже 19 апреля поступило сообщение, что режиссёром второй части станет Френсис Лоуренс.